# Platostoma lanceolatum
Platostoma lanceolatum là một loài thực vật có hoa trong họ Hoa môi. Loài này được Chermsirivathana C. ex Gen Murata miêu tả khoa học đầu tiên năm 1976 dưới danh pháp Geniosporum lanceolatum. Năm 1997 A.J.Paton.
Loài này là bản địa Thái Lan.